# Víctor Pérez Petit

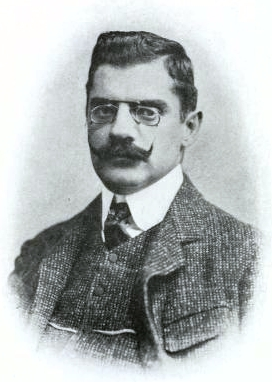
Victor Perez Petit.

Victor Pérez Petit, född den 27 september 1871 i Montevideo, död där den 19 februari 1947, var en uruguayansk författare.
Petit, som var filosofie och juris doktor, grundlade det främsta vetenskapliga och litterära organet i Uruguay, Revista nacional de literatura y ciencias sociales. Petits produktion omfattar bland annat romanerna Un amor, El pargue de los ciervos (1898) och Entré los pastos (1920), de dramatiska verken Colarde (1894), La rosa blanca (1906), Yorick (1907), El esclavo-rey (1908), La rondalla (1908), Noche buena (1914) och många flera, som alla gått över scenen i Montevideo och Buenos Aires. Av litteraturhistoriska arbeten kan nämnas: Emilio Zola (1902), Los modernistas (samma år), Cervantes (1905) och en samling kritiska essäer benämnd Hipomeneo.